# Ruskin Bond
Ruskin Bond (* 19. května 1934 Kasauli, Himáčalpradéš) je indický spisovatel, který v roce 1992 získal cenu Sahitya Academy Award za knihu Our Trees Still Grow in Dehra psanou v angličtině. Dalším oceněním získaným v roce 1999 bylo Padma Shri a v roce 2014 Padma Bhushan. Je uznávaný Indickou Radou pro dětské vzdělávání za jeho tvorbu dětské literatury. Se svou adoptivní rodinou žije v indickém Landouru.

## Literární styl
Většina jeho děl je ovlivněna životem v horských stanicích na úpatí Himálají, kde strávil své dětství. Svůj první román The Room On The Roof, napsal ve svých 17. letech a publikoval jej, když mu bylo 21 let. Román částečně vychází ze zkušeností jeho přátel i vlastních zkušeností prožité v malém pronajatém pokoji v Déhrádúnu. Svá dřívější díla psal, aniž by byla určena konkrétním čtenářům. Na přání vydavatele později své psaní usměrnil, a jeho první kniha The Angry River v 70. letech a následně i druhá kniha The Blue Umbrella byla určena dětem. K tvorbě pro děti prohlásil "Měl jsem docela osamělé dětství a to mi pomáhá pochopit děti lépe." Jeho práce odráží vlastní zkušenosti z angloindického prostředí a také měnící se politické, sociální a kulturní aspekty v Indii. Prohlásil, že zatímco jeho autobiografické dílo Rain in the Mountains, bylo o jeho letech strávených v Mussoorii, v díle Scenes from a Writer’s Life popisuje svých prvních 21 let. Toto dílo pojednává o jeho cestě do Anglie, jeho snaze najít vydavatele pro svou první knihu The Room on the Roof a jeho touze, vrátit se zpět do Indie. To také vypovídá hodně o mých rodičích, řekl Bond a dodal „Kniha končí vydáním mého prvního románu a rozhodnutím učinit psaní svou obživou, což v podstatě popisuje, jak jsem se stal spisovatelem.

## Filmografie
Bollywoodský film Junoon z roku 1978 je založen na jeho historické novele A Flight of Pigeons. Film produkoval Shashi Kapoor a režisérem byl Shyam Benegala. Některé příběhy byly začleněny do indických školních osnov, včetně The Night Train at Deoli, Time Stops at Shamli and Our Trees Still Grow in Dehra. V roce 2005 bollywoodský režisér Vishal Bhardwaj natočil film založený na jeho populárním románu pro děti, The Blue Umbrella. Film vyhrál národní cenu za nejlepší dětský film.

### Sbírky/Antologie
- A Prospect of Flowers
- Garland of Memories
- frogs in the fountain
- Ghost Stories from the Raj
- Funny Side UP
- Rain in the Mountains: Notes from the Himalayas
- Our Trees Still Grow in Dehra
- Dust on the Mountains
- The Eyes are not Here
- A Season of Ghosts
- Tigers Forever
- A Town Called Dehra
- At school with Ruskin Bond
- An Island of Trees
- The Night Train at Deoli and Other stories
- A Face in the Dark and Other Hauntings
- Potpourri
- The Adventures of Rusty
- Crazy times with Uncle Ken
- The Death Of Trees
- Tales and Legends from India
- Time stops at Shamli
- A Tiger In The House
- Four Feathers
- School Days
- Ranji's wonderful bat
- The Tiger In The tunnel
- The Hidden Pool
- Mr. Oliver's diary
- The Parrot Who Wouldn't Talk
- The Ruskin Bond Children's Omnibus
- Rusty - The Boy from Hills
- The Monkey Trouble
- Ruskin Bond's Book of Nature
- Tigers For Dinner: Tall Tales By Jim Corbett's Khansama
- The Rupa Book of Haunted Houses
- The Very Best of Ruskin Bond -- The Writer on the Hill
- The Rupa Book of Eerie Stories
- The Rupa Book of Ruskin Bond's Himalayan Tales
- The Penguin Book of Indian Ghost Stories
- The Penguin Book of Indian Railway Stories
- Face in the Dark and Other Haunting Stories (Collection of Bond's ghost stories)
- Friends in Small Places - Ruskin Bond's Unforgettable People
- A Crow For All The Seasons
- Hip Hop Nature Boy and Other Poems
- A Book of Simple Living
- Love Among the Bookshelves
- The Eyes of an Eagle
- Hanuman to the Rescue
- Kite Maker
- Henry-The chameleon
- Great Stories For Children
- The Sensualist
- Panther's Moon and Other Stories
- Rusty and the Leopard
- The little book of Life
- A little book of Happiness
- A Handful of Nuts" - Fiction - Penguin Books
- The Last Truck Ride

### Novely
- With Love From The Hills
- The Room on the Roof
- Vagrants in the Valley
- Scenes from a Writer's Life
- Rusty Runs Away
- A Flight of Pigeons
- Landour Days – A writers Journal
- The Sensualist
- The Road To The Bazaar
- The Panther's Moon
- Once Upon A Monsoon Time
- The India I love
- The Kashmiri Storyteller'
- Delhi is Not Far
- Animal Stories
- Funny side up
- Angry River
- Roads To Mussoorie
- Strangers in the Night
- All Roads Lead To Ganga
- Tales of Fosterganj
- Maharani
- Secrets
- Leopard on the Mountain
- Grandfather's Private Zoo
- The Blue Umbrella
- Too Much Trouble
- "When the tiger was king"